# Gurgler Tal
Het Gurgler Tal of ook wel Gurgltal is een zijdal in het achterland van het Ötztal, dat bij Zwieselstein op 1470 m hoogte samenkomt met het Venter Tal. Door het dal stroomt de rivier Gurgler Ache, die zich verenigt met de Venter Ache, om dan over te gaan in de Ötztaler Ache. Het einde van het dal wordt gemarkeerd door de gletsjer Gurgler Ferner.
In het dal mondt het Timmelstal uit, waarin zich Timmelsjoch bevindt, de bergpas richting Meran (Italiaans: Merano) in Zuid-Tirol.